# Финал на Световното първенство по футбол 2014
Финалът на Световното първенство по футбол 2014 е финалният мач на Световното първенство по футбол 2014 на 20-ото издание на състезанието на ФИФА за мъжки национални футболни отбори. Мачът се провежда на стадион „Ещадио до Маракана“ в Рио де Жанейро, Бразилия на 13 юли 2014 г. и е оспорван от Германия и Аржентина. По пътя към финала Германия завършва на първо място в група G с две победи и равенство, след което побеждава Алжир на осминафиналите, Франция на четвъртфиналите и Бразилия с резултат 7:1 на полуфинал. Аржентина завършва на първо място в група F с три победи, преди да победи Швейцария на осминафиналите, Белгия на четвъртфиналите и Нидерландия след изпълнение на дузпи на полуфиналите. Финалът е наблюдаван от 74 738 зрители на стадиона, както и над милиард зрители по телевизията, като рефер на мача е Никола Рицоли от Италия.
Гонсало Игуаин пропуска шанс да отбележи за Аржентина през първото полувреме, когато излиза срещу вратаря на Германия Мануел Нойер, а Бенедикт Хьоведес не успява да даде преднина на Германия малко преди полувремето, но ударът му среща гредата. Лионел Меси има възможност да отбележи, когато излиза един на един с Мануел Нойер в началото на второто полувреме, но ударът му минава встрани от вратата. Томас Мюлер, Андре Шюрле и Месут Йозил имат добри шансове пред гола, но вратарят на Аржентина Серхио Ромеро прави спасявания. Двата отбора не успяват да отбележат гол в редовното време и се стига до продължения, във второто от които Германия открива резултата. Марио Гьоце, който влиза като резерва, получава центриране от Андре Шюрле отляво и поема топката с гърди, преди да отправи удар с левия крак към мрежата, за да осигури победата на Германия с 1:0.
Победата на Германия отбелязва четвъртата им световна титла и първата след Обединението на страната, както и първа титла за европейски отбор в Южна Америка. Резултатът означава, че три пъти поред световната титла е спечелена от страни от един и същ континент, след Испания и Италия, които печелят през 2010 г. и 2006 г., което се случва за първи път в историята на световните първенства по футбол. Марио Гьоце е избран за играч на мача, а Лионел Меси получава Златната топка за играч на турнира. Треньорът на Германия, Йоахим Льов, определя победата на своя отбор като кулминацията на проект, започнат преди десет години при неговия предшественик Юрген Клинсман, и хвали духа на отбора си. Неговият аржентински колега Алехандро Сабея смята, че нямат късмет и нарича своите играчи „воини“.
В отбора на победителите е Мирослав Клозе. Той става голмайстор в историята на световните първенства, след отбелязания гол при победата на полуфинала срещу Бразилия. След финала Мирослав Клозе става един от малкото играчи, които някога печелят златен, сребърен и бронзов медал от световни първенства (бронзов през 2006 г. и 2010 г., сребърен през 2002 г. и златен през 2014 г.), а така се присъединява към германските футболисти със същото постижение Франц Бекенбауер, Сеп Майер, Волфганг Оверат, Юрген Грабовски, Хорст-Дитер Хьотгес (сребърни през 1966 г., бронзови през 1970 г. и златни през 1974 г.) и италианецът Франко Барези (златен през 1982 г., бронзов през 1990 г. и сребърен през 1994 г.).

## Предистория
Световното първенство по футбол през 2014 г. е 20-ото издание на състезанието на ФИФА по футбол за национални отбори, което се провежда в Бразилия между 12 юни и 13 юли 2014 г. Бразилия се класира автоматично за финалите като домакин на турнира, а други 203 отбора се състезават за останалите 31 места чрез квалификационни кръгове, организирани от шестте конфедерации на ФИФА и проведени между юни 2011 г. и ноември 2013 г. На финалите отборите са разделени в 8 групи от по 4 отбора във формата всеки срещу всеки по един двубой. Двата най-добри отбора от всяка група продължават към фазата на елиминациите. Защитаващият титлата си от Световното първенство по футбол през 2010 г. е Испания, който постига три последователни победи в големи турнири, след като печели европейските първенства по футбол през 2008 г. и 2012 г. Отборът на Испания е елиминиран още в груповата фаза през 2014 г.
Германия печели титлата три пъти преди това като Западна Германия – през 1954 г., 1974 г. и 1990 г., докато Аржентина има две титли през 1978 г. и 1986 г. Двете страни се срещат преди това шест пъти на световно първенство, включително във финала през 1986 г., който Аржентина печели с 3:2 и финала през 1990 г., който Западна Германия печели с 1:0. Те се срещат в четвъртфинална фаза на двете последни световни първенства, като Германия печели и двата двубоя – победа с дузпи през 2006 г. и победа с 4:0 през 2010 г., но Германия губи на полуфинал и в двата случая. Последната среща между двата отбора преди Световното първенство през 2014 г. е приятелски мач, игран на 15 август 2012 г. в „Дойче банк Парк“ във Франкфурт, който е спечелен от Аржентина с 3:1.
Мястото на финала е обявено през 2011 г. за „Ещадио Жорналиста Марио Фильо“ в Рио де Жанейро, известен като стадион „Маракана“. Той е построен като подготовка за Световното първенство по футбол през 1950 г. и финалният мач на този турнир, в който Уругвай побеждава Бразилия с 2:1 и печели трофея, към 2021 г. стадионът е рекордьор за най-висока посещаемост на футболен мач в историята. „Маракана“ също е домакин на финалите на Копа Америка през 1989 г., 2019 г. и 2021 г.; финалът на Купата на Конфедерациите на ФИФА през 2013 г.; както и финалите по футбол за мъже и жени на летните олимпийски игри през 2016 г. Стадионът претърпява обширна реконструкция преди Световното първенство през 2014 г., след което капацитетът му е променен на 78 838 седящи места.
Топката за мача за финала на Световното първенство по футбол през 2014 г., е обявена на 29 май 2014 г. и е модел на „Адидас Бразука“ наречен „Бразука Файнъл Рио“. Въпреки че техническите аспекти на топката са същите, дизайнът е различен от топките „Бразука“, използвани в груповата фаза и директните елиминации, със зелено, златно и черно оцветяване. Това е третата специална топка за финалните мачове на световното първенство по футбол след „Тиймгайст Берлин“ и „Джабулани“.

## Пътят към финала

### Германия
| Етап | Съперник   | Резултат      |
| ---- | ---------- | ------------- |
| 1    | Португалия | 4:0           |
| 2    | Гана       | 2:2           |
| 3    | САЩ        | 1:0           |
| Оф   | Алжир      | 2:1 (сл. пр.) |
| Чф   | Франция    | 1:0           |
| Пф   | Бразилия   | 7:1           |

Германия е изпратена в група G, в която се присъединяват отборите на Гана, Португалия и САЩ. Първият им мач е срещу Португалия на 16 юни 2014 г. на „Арена Фонте Нова“ в Салвадор. Германия получава дузпа в 10-та минута, когато Жоао Перейра фаулира Марио Гьоце. Томас Мюлер изпълнява удара и дава преднина на Германия. Матс Хумелс добавя втори гол с глава в 32-ата минута, а португалецът Пепе получава червен картон пет минути по-късно, след като удря с глава Томас Мюлер. След това Томас Мюлер отбелязва втория си гол в добавеното време, за да даде преднина на Германия за 3:0 на полувремето. Той отбелязва трети гол през втората част и така Германия побеждава с 4:0. Вторият мач на Германия е срещу Гана е на „Кастеляо“ във Форталеза. След нулево първо полувреме Марио Гьоце открива резултата в 51-ата минута, когато ударът му с глава от центриране на Томас Мюлер се отбива от собственото му коляно и влиза във вратата на Фатау Дауда. Малко след това Гана изравнава след удар с глава на Андре Аю, а след това повежда, когато Съли Мунтари намира Асамоа Гиан с пас след грешка на Мануел Нойер. Германия изравнава мача в 71-та минута, когато Мирослав Клозе, който влиза в игра като смяна, стреля с глава с във вратата отблизо. Голът на Мирослав Клозе изравнава 15-те рекордни гола на бразилеца Роналдо на световни първенства и мачът завършва 2:2. Последният мач на Германия в групата е срещу САЩ в „Арена Сидаде да Копа“ в Ресифе. При дъждовни условия Томас Мюлер вкарва единствения гол в мача с удар в наказателното поле, след като вратарят Тим Хауърд спасява удар с глава на Пер Мертезакер и по този начин Германия се класира като победител в групата.
Съперници на Германия на осминафиналите са Алжир, като мачът се игра на 30 юни на Ещадио Бейра-Рио в Порто Алегре. Мачът завършва при 0:0 след 90 минути игра и няколко положения за гол за Алжир. Германия повежда в началото на продълженията, когато Томас Мюлер центрира отляво и Андре Шюрле се разписа отблизо. Месут Йозил добавя втори за Германия в последната минута на продълженията, преди Абделмумен Джабу да върне гол за Алжир с удар от воле в добавеното време и така срещата завършва с победа за Германия с 2:1. След това те се изправят срещу Франция на четвъртфинала на „Ещадио до Маракана“ на 4 юли. Матс Хумелс дава преднина на Германия в 12-та минута с глава, след пряк свободен удар на Тони Кроос, и така Германия печели срещата. На 8 юли в Бело Оризонте на полуфинален Германия се изправя срещу домакина на турнира Бразилия. В резултат, описан от Фил Макнълти от „Би Би Си Спорт“ през 2019 г. като „драма... която никога няма да бъде забравена от всеки, който е свидетел на това“, Германия печели мача със 7:1 и нанася първо поражение на Бразилия у дома от 39 години. Германците повеждат след 10 минути игра чрез Томас Мюлер, когато след изпъление на ъглов удар той остава непокрит от бразилските играчи. В 22-ата минута Мирослав Клозе удвоява преднината на отбора си с неговия рекорден 16-и гол на световни първенства, преди Тони Кроос да вкара за 3:0 в 25-ата минута с удар от воле с левия крак. Точно 179 секунди по-късно Тони Кроос вкарва отново след асистенция на Сами Кедира, а малко след това и Сами Кедира вкарва за 5:0 на полувремето. Андре Шюрле отбелязва два пъти през второто полувреме, за да направи резулата 7:0, докато Оскар вкарва единствения гол за Бразилия малко преди края и Германия печели мача със 7:1. Саймън Бърнтън от „Гардиън“ по-късно описва играта на Германия като „диващина, невиждана срещу значителна опозиция в историята на турнира“. Германия стига до своя осми финал, 12 години след последния и втори след обединението на Германия.

### Аржентина
| Етап | Съперник            | Резултат                      |
| ---- | ------------------- | ----------------------------- |
| 1    | Босна и Херцеговина | 2:1                           |
| 2    | Иран                | 1:0                           |
| 3    | Нигерия             | 3:2                           |
| Оф   | Швейцария           | 1:0 (сл. пр.)                 |
| Чф   | Белгия              | 1:0                           |
| Пф   | Нидерландия         | 0:0 (сл. пр.) (4:2 сл. дузпи) |

Аржентина е изпратена в група F, в която се присъединяват отборите на Босна и Херцеговина, Иран и Нигерия. Техният откриващ мач се провежда на „Ещадио до Маракана“ на 15 юни 2014 г. срещу Босна и Херцеговина, които правят своя дебют на световно първенство. Аржентина повежда след 3 минути, когато босненският защитник Сеад Колашинац си отбелязва автогол след пряк свободен удар на Лионел Меси. През второто полувреме Лионел Меси удвоява преднината на Аржентина със силен удар. Ведад Ибишевич вкарва за Босна и Херцеговина 6 минути преди края, но Аржентина печели с 2:1. Вторият им мач е срещу Иран на „Минейрао“ в Бело Оризонте на 21 юни. Аржентина печели в добавеното време с 1:0, когато Лионел Меси вкарва, за да класира страната си за следващия кръг. Последният им мач в групата е на 25 юни срещу Нигерия в Порто Алегре. Лионел Меси дава преднина на Аржентина в 3-та минута, след като ударът на Анхел ди Мария среща гредата. Ахмед Муса изравнява за Нигерия минута по-късно, но Лионел Меси отново да дава преднина на Аржентина от пряк свободен в края на полувремето. Ахмед Муса изравнава още веднъж 2 минути след второто полувреме, но Маркос Рохо отбелязва 3 минути по-късно, за да подпечата победата с 3:2 и първо място във финалната група за аржентинците.
Съперниците на Аржентина на осминафиналите са Швейцария на 1 юли на „Арена Коринтианс“ в Сао Пауло. Въпреки превъзходството, което Аржентина налага в мача, резултатът остава 0:0 и се стига до продължения, в които Анхел ди Мария след пас на Лионел Меси донася победата на отбора си с 1:0 в 118-ата минута. На четвъртфинал Аржентина се изправя срещу Белгия на Национален стадион „Мане Гаринча“ в Бразилия на 5 юли. Аржентина вкара единствения гол в мача в 8-та минута чрез Гонсало Игуаин, който се разписва от границата на наказателното поле. Аржентина среща Нидерландия на полуфинал на 9 юли. Мачът завършва 0:0 в редовното време и в дадените продължения, резултатът остава непроменен и така се стига до изпълнение на дузпи. Рон Влаар от Нидерландия изпълнява първата дузпа, но Серхио Ромеро спасява удара. Следващите три дузпи, на Лионел Меси, Арен Робен и Езекиел Гарай са вкарани, но Серхио Ромеро спасява дузпа и на Уесли Снайдер. Серхио Агуеро, Дирк Койт и Макси Родригес вкарват своите дузпите и Аржентина печели с 4:2. Пресата в Аржентина нарича двете спасявания на Серхио Ромеро „Божиите ръце“, препратка към гола с „Божията ръка“, отбелязан от Диего Марадона през 1986 г. Аржентина стигна до своя пети финал, който също е първи от 1990 г.

## Преди мача
Никола Рицоли от Италия е определен за съдия на финала, заедно с колегите си италианци Ренато Фаверани и Андреа Стефани като асистент-рефери и Карлос Вера и Кристиан Лескано от Еквадор като четвърти и пети съдия. По-рано на Световното първенство през 2014 г. той ръководи мачовете Испания – Нидерландия и Нигерия – Аржентина в груповата фаза, както и четвъртфинала Аржентина – Белгия. Преди това той ръководи финала на Лига Европа на УЕФА през 2010 г. и финала на Шампионската лига на УЕФА през 2013 г. Той е и един от реферите на Световното клубно първенство по футбол през 2011 г., Европейското първенство по футбол през 2012 г. на УЕФА и Световното първенство по футбол за младежи през 2013 г. Той става третият италиански съдия, който ръководи финал на световно първенство, след Серджо Гонела през 1978 г. и Пиерлуиджи Колина през 2002 г.
Около час и четиридесет минути преди финала се провежда церемония по закриването на световното първенство. В първата част участват самба танцьори и множество други изпълнители, няколко от танцьори носят рокли, декорирани в цветовете на всеки от участващите отбори. Втората част включва музикални изпълнения, оглавени от колумбийската певица Шакира, Уиклеф Жан, китариста Карлос Сантана и други. Бразилският супермодел Жизел Бюндхен и Карлес Пуйол, част на отбора на Испания победител през 2010 г., донасят трофея на Световната купа на ФИФА.
Президентът на Бразилия Дилма Русеф присъства на финала, заедно с руския президент Владимир Путин, чиято страна е домакин на следващото Световно първенство, както и Джейкъб Зума, президентът на Южна Африка, домакин на предишното първенство. Като представители на финалистите присъстват германският президент Йоахим Гаук и канцлерът Ангела Меркел, въпреки че президентът на Аржентина Кристина Фернандес де Киршнер не може да присъства по лични причини. Други присъстващи световни лидери са Виктор Орбан от Унгария, Али Бонго Ондимба от Габон и Гастън Браун от Антигуа и Барбуда. Няколко знаменитости и спортисти също присъстват, включително Риана, Даниел Крейг, Мик Джагър, Ащън Къчър, Дейвид Бекъм, Леброн Джеймс и Кристиан Виери. Бивши носители на Световната купа като Фабио Канаваро, Лотар Матеус, Даниел Пасарела, Марко Матераци и Пеле също присъстват. Бразилските зрители на мача до голяма степен подкрепят германците в резултат на футболното съперничество между Аржентина и Бразилия, въпреки тежката загуба на техния отбор на полуфинала.
Германия е принудена да направи късна промяна в своя състав, когато Сами Кедира получава контузия на прасеца по време на загрявката преди мача. Той е заменен от Кристоф Крамер, като отборът на Германия първоначално е с непроменен състав от този, който започва при победата над Бразилия на полуфинала. Аржентина е с идентичен отбор, с който започва полуфинала си срещу Нидерландия.

## Мачът

### Първо полувреме
Германия започва мача в 16:00 ч. местно време (19:00 UTC) при температури от 23 °C с 65% влажност, пред 74 738 зрители на стадиона и глобална телевизионна аудитория от 1,013 милиарда души. Времето е записано като добро по време на началото мача, като по-късно вечерта става частично облачно. Германия печели свободен удар 3 минути след началото на мача, когато Маркос Рохо фаулира Томас Мюлер на около 23 метра от вратата на Аржентина. Фалът е изпълнен, но ударът е право в стената, което дава възможност на Аржентина да започне контраатака. Пабло Сабалета тича с топката отдясно, преди да подаде към Гонсало Игуаин на границата на наказателното поле. Той отправя удар от малък ъгъл, но топката преминава встрани от лявата греда на Мануел Нойер. В 9-ата минута Лионел Меси изпреварва Матс Хумелс отдясно и нахлува в наказателното поле. Той се опитва да намери Езекиел Лавеци, но Бастиан Швайнщайгер достига пръв и изчиства топката. Германия има значително повече притежание на топката, но германска грешка в защита в 20-ата минута дава на Аржентина това, което Джери Хинен от „Си Би Ес Спортс“ „нарича най-добрата възможност за двете страни“ досега. Тони Кроос греши след игра с глава, което оставя Гонсало Игуаин сам срещу Мануел Нойер, но ударът от границата на наказателното поле минава встрани от вратата. В 23-ата минута Мирослав Клозе има шанс да отбележи, когато топката стига до него след центриране на Филип Лам, но Пабло Сабалета реагира, преди да успее да стреля.
В 30-ата минута Езекиел Лавеци намира пространство за Аржентина отдясно и центрира в наказателното поле. Гонсало Игуаин отиграва топката и я праща във вратата на Мануел Нойер. Той празнува няколко секунди, но голът не е зачетен, тъй като нападателят е в засада. Германия прави смяна малко след това, като изважда Кристоф Крамер в резултат на нараняване на главата, което той получава 14 минути преди това Той е заменен от Андре Шюрле. Бенедикт Хьоведес получава жълт картон в 33-ата минута за влизане в краката на Пабло Сабалета, преди Лионел Меси да отправи удар от 18 метра, блокиран от Бастиан Швайнщайгер. Минута по-късно Германия атакува отляво чрез Томас Мюлер, който подава към Андре Шюрле. Той отправя изстрел към горния ляв ъгъл на вратата, но Серхио Ромеро спасява. След това Лионел Меси има нова възможност, като влиза с топката в наказателното поле на Германия и отправя удар към вратата, но Жером Боатенг избива от голлинията. Малко преди полувремето Бенедикт Хьведес получава топката в наказателното поле от ъглов удар, изпълнен от Тони Кроос, което репортерите на УЕФА наричат „най-добрата възможност за полувремето“, но ударът му с глава от засада среща гредата и на полувремето резултатът остава 0:0.

### Второ полувреме
Аржентина започва втората част със Серхио Агуеро на терена вместо Езекиел Лавеци. Гонсало Игуаин отправя удар в първата минута на полувремето след пробив по дясното крило, но той минава встрани от вратата на Мануел Нойер. След това Лионел Меси има възможност да отбележи, когато излиза сам срещу вратаря минута по-късно, но неговият нисък удар към вратата също мина встрани. Аржентина владее повече от Германия в първите 10 минути през полувремето и има нов шанс в 50-ата минута, когато Гонсало Игуаин получава топка точно в наказателното поле, но се размина с нея. В 56-ата минута Мануел Нойер събаря Гонсало Игуаин в наказателното поле, но дузпа не е отсъдена, въпреки че аржентинските коментатори смятат, че трябва да бъде дадена. Мирослав Клозе отправя първия удар към вратата на Аржентина през второто полувреме в 59-ата минута, но му липсва сила и той е уловен от Серхио Ромеро. Аржентина има възможност да отбележи гол чрез удар с глава на Мартин Демикелис четири минути по-късно, но Мирослав Клозе избива топлата. Малко след това Хавиер Масчерано събаря Мирослав Клозе и получава жълт картон. Неговият съотборник Серхио Агуеро също получава жълт картон минута по-късно за фал срещу Бастиан Швайнщайгер. В средата на второто полувреме Скот Мъри от „Гардиън“ коментира, че първото полувреме е „без гол и брилянтно“, но второто е „без гол и... е, не толкова“, въпреки че отбеляза, че играта остава отворена.
Германия има шанс в 71-ата минута, Томас Мюлер, Андре Шюрле и Месут Йозил разиграват топата, което Скот Мъри описва като „тики-така“, но когато Андре Шюрле в крайна сметка стига до наказателното поле, не успява да овладее топката правилно и вратарят я поема. Лионел Меси отправя удар в 75-ата минута, след пробив в германското наказателно поле, но пропуска целта. Германия претендира за дузпа малко преди края, след сблъсък близо до вратата на Аржентина след центриране на Филип Лам, но реферът отсъжда аут за Аржентина. След това Тони Кроос получава шанс след пас на Месут Йозил, но не уцелва целта. И двете страни правят смени в последните 5 минути – Фернандо Гаго заменя Енцо Перес за Аржентина, а Марио Гьоце влиза на мястото на Мирослав Клозе за Германия. Това представлява последната изява на Мирослав Клозе за Германия и той остава най-резултатният голмайстор в историята на световните първенства към края на 2022 г. Финалът остава без гол след 90 минути и се стига до продължения.

### Продължения
В началото на първото полувреме на продълженията Андре Шюрле получава пас пред вратата от Марио Гьотце, но ударът му отблизо е спрян от Серхио Ромеро. Това е последвано от пробив на Лионел Меси и Серхио Агуеро, като само двама защитници ги покриват, но Жером Боатенг успява да пресече възможността им. Пет минути по-късно удар на Родриго Паласио над Мануел Нойер минава встрани, след като нападателят се възползва след грешка на Матс Хумелс в германското наказателно поле. В средата на продълженията Скот Мъри пише, че Аржентина „предлага много малко в предни позиции“ и спекулира, че много от играчите може би „вече мислят за дузпи“. Алън Тайърс от „Дейли Телеграф“ отбелязва, че Лионел Меси „не изглежда добре“ и че не е играе добре.
През втората част на продълженията Германия открива резултата, когато Марио Гьоце отбеляза в 113-ата минута. Андре Шюрле надбягва двама защитници отляво и центрира в наказателното поле, където Марио Гьоце овладява топката на гърдите си и след това от воле вкарва с левия крак в мрежата. Томас Мюлер има шанс да удвои преднината на Германия малко след това, когато дриблира покрай двама защитници, но ударът му излиза в аут. В края на продълженията Лионел Меси има възможност да изравни от пряк свободен удар, но опитът му прелетява високо над гредата. Това се оказва последното действие в играта, след като е даден последният съдийски сигнал, който потвърждава победата на Германия с 1:0.

## Детайли
| 13 юли 2014 г. 16:00 UTC-3 |

| Германия   | 1:0 (сл. пр.) | Аржентина |
| ---------- | ------------- | --------- |
| Гьоце 113' | Доклад        |           |

| „Ещадио до Маракана“, Рио де Жанейро 74 738 зрители Съдия: Никола Рицоли (Италия) |

| Германия | Аржентина |

| ВР          | 1  | Мануел Нойер        |  |     |      |
| З           | 16 | Филип Лам (к)       |  |     |      |
| З           | 20 | Жером Боатенг       |  |     |      |
| З           | 5  | Матс Хумелс         |  |     |      |
| З           | 4  | Бенедикт Хьоведес   |  | 34' |      |
| ПЗ          | 23 | Кристоф Крамер      |  |     | 32'  |
| ПЗ          | 7  | Бастиан Швайнщайгер |  | 29' |      |
| ПЗ          | 18 | Тони Кроос          |  |     |      |
| Н           | 13 | Томас Мюлер         |  |     |      |
| Н           | 11 | Мирослав Клозе      |  |     | 88'  |
| Н           | 8  | Месут Йозил         |  |     | 120' |
| Смени:      |    |                     |  |     |      |
| Н           | 9  | Андре Шюрле         |  |     | 32'  |
| ПЗ          | 19 | Марио Гьоце         |  |     | 88'  |
| З           | 22 | Пер Мертесакер      |  |     | 120' |
|             |    |                     |  |     |      |
| Треньор:    |    |                     |  |     |      |
| Йоаким Льов |    |                     |  |     |      |

| ВР              | 1  | Серхио Ромеро    |     |     |     |
| З               | 4  | Пабло Сабалета   |     |     |     |
| З               | 15 | Мартин Демикелис |     |     |     |
| З               | 2  | Езекиел Гарай    |     |     |     |
| З               | 16 | Маркос Рохо      |     |     |     |
| ПЗ              | 14 | Хавиер Масчерано |     | 64' |     |
| ПЗ              | 6  | Лукас Биля       |     |     |     |
| ПЗ              | 8  | Енцо Перес       |     |     | 86' |
| ПЗ              | 10 | Лионел Меси (к)  |     |     |     |
| Н               | 22 | Езекиел Лавеци   |     |     | 46' |
| Н               | 9  | Гонсало Игуаин   |     |     | 78' |
| Смени:          |    |                  |     |     |     |
| Н               | 20 | Серхио Агуеро    | 65' | 46' |     |
| Н               | 18 | Родриго Паласио  |     |     | 78' |
| ПЗ              | 5  | Фернандо Гаго    |     |     | 86' |
|                 |    |                  |     |     |     |
| Треньор:        |    |                  |     |     |     |
| Алехандро Сабея |    |                  |     |     |     |

| Играч на мача: Марио Гьоце (Германия) Асистент съдии: Ренато Фаверани (Италия) Андреа Стефани (Италия) Четвърти съдия: Карлос Вера (Еквадор) Пети съдия: Кристиан Лескано (Еквадор) | Правила в срещата: - 90 минути. - 30 минути допълнително време, ако е необходимо. - Дузпи, ако резултатът все още е равен. - Дванадесет именувани смени. - По три смени най-много. |

### Статистика
| Статистика            | Германия | Аржентина |
| --------------------- | -------- | --------- |
| Голове                | 1        | 0         |
| Общо удари            | 10       | 10        |
| Удари във вратата     | 7        | 2         |
| Притежание на топката | 60%      | 40%       |
| Корнери               | 5        | 3         |
| Фалове                | 20       | 16        |
| Засади                | 3        | 2         |
| Спасявания            | 2        | 6         |
| Жълти картони         | 2        | 2         |
| Червени картони       | 0        | 0         |

## След мача
Победата на Германия отбелязва първата победа на световно първенство от европейски отбор в Америка, както и третият пореден европейски триумф след победите на Италия и Испания през 2006 г. и 2010 г. Президентът на Бразилия Дилма Русеф връчва трофея на германския капитан Филип Лам по време на церемонията по награждаването на трибуните. До нея по време на предаването на трофея е президентът на ФИФА Сеп Блатер. Докато Филип Лам вдига трофея, е изсвирена анонсът на официалната песен на турнира We Are One (Ole Ola). Голмайсторът Марио Гьоце е определен за официален играч на мача във финала, въпреки че играе само последните две минути от редовното време и тридесет минути продължения. Лионел Меси е награден със Златната топка, награда на ФИФА за най-добрия играч на турнира, а Мануел Нойер получава Златната ръкавица за най-добър вратар.
Йоахим Льов, треньорът на Германия, определя победата на своя отбор като кулминацията на проект, започнат преди десет години при неговия предшественик Юрген Клинсман. След мача, Йоахим Льов казва: „Не бяхме правили тази крайна стъпка преди, но шампионите правят това, което искат. Този отбор разви дух, който е невероятен.“ Неговият аржентински колега, Алехандро Сабеа, хвали играчите си и ги описвай като „воини“. Той смята, че губят поради липса на късмет и казва, че отборът му има по-добри шансове, „но ние не ги използвахме и трябваше да издържим само още около пет минути, за да стигнем до дузпи. Болката е огромна“. Марио Гьоце изразява чувство на недоверие към вкарването на победния гол, защото няма възможност да играе през голяма част от турнира. Той каза: „Вкарваш гол и всъщност не знаеш какво се случва. Това не беше лесен турнир или година за мен и дължа много на моето семейство и моята приятелка, които винаги са вярвали в мен. Но една мечта стана реалност тук.“
Германската преса хвали отбора за цялостното им представяне в турнира, за разлика от слабата форма на отбора преди десетилетие. Кристиан Гьодеке, пише в „Шпигел“: „Сега Германия е световен шампион, а германският футбол е едва разпознаваем. Това е перфектната комбинация от добродетел и магия, от ура и хейв хо.“ Репортери в „Зюддойче Цайтунг“ описват финала като „подходящ акцент“ за турнира, като същевременно отбелязват, че „Няма да има дебати като в Рим през 1990 г., когато дузпата, която Андреас Бреме отбелязва за победата с 1:0, беше спорна и предизвика конспиративни теории срещу ФИФА сред аржентинците.“ В Аржентина пресата е унила, но също така показва гордостта си от постиженията на отбора. Вестник „Кларин“ пише за пропуснатите шансове на отбора и според тях неотсъдената дузпа в полза на аржентинците. Езекиел Фернандес Мурс от „Насион“ смята, че Германия е заслужен победител и вярва, че реферът е прав, като отхвърля жалбата за дузпа на Гонсало Игуаин. Съперничеството на Аржентина с домакина Бразилия продължава да се отразява в бразилската преса след мача, спортеният всекидневник „Ланс!“ използва заглавието „Кажи ми как се чувстваш сега“ в отговор на аржентинските подигравки срещу Бразилия по време на турнира. В своето телевизионно шоу, Диего Марадона отговаря на това, като сравнява поражението с един гол на Аржентина със загубата със 7:1, допусната от Бразилия. Снимка на китайския фотограф Бао Тайлианг, която показва Лионел Меси, гледащ трофея от Световната купа след поражението на Аржентина, печели награда в конкурса за „Световна прес снимка“ на годината за 2015 г.
Следващият голям турнир на Германия е Европейското първенство по футбол през 2016 г., в който те стигат до полуфинал, преди да загубят с 2:0 от Франция. На последвалото Световно първенство по футбол през 2018 г. в Русия Германия не успява да премине груповата фаза и завършва на последно място в групата си след Швеция, Мексико и Южна Корея. Германия спечелва само една победа на турнира над Швеция, и губи от Мексико и Южна Корея и става третият пореден носител на Световната купа, който е елиминиран в груповата фаза за първи път от 1938 г. Следващият голям турнир на Аржентина е Копа Америка през 2015 г., където те стигат до финала, но са победени от Чили след изпълнение на дузпи, последван от реванш на Копа Америка през 2016 г. отново на финал, където те също губят след изпълнение на дузпи от Чили. На Световно първенство по футбол през 2018 г. те завършват на второ място след Хърватия в своята група, но са победени на осминафиналите от Франция. Аржентина в крайна сметка печели третото си световно първенство с победа срещу Франция във финала на Световното първенство по футбол през 2022 г.